# سیستم اتصال ناسا

سیستم داکینگ ناسا (نوع فعال آندروژنی در بالا، نوع دائماً منفعل در پایین). قفل‌های مکانیکی (بر روی برچسب‌های راهنما قابل مشاهده است) در گیره حلقه فعال روی قسمت غیرفعال برای تماس و گرفتن.

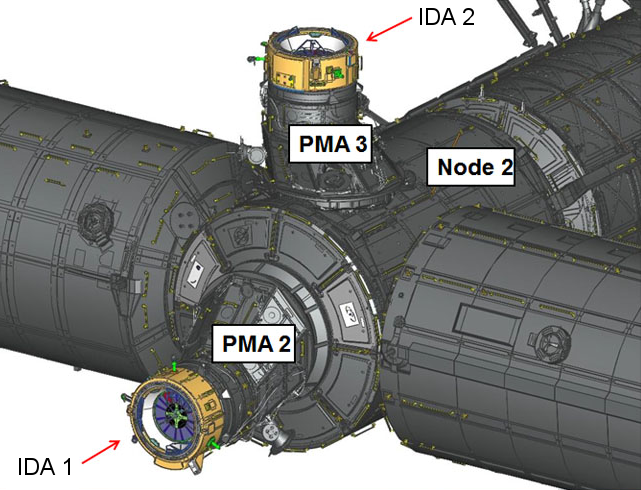
IDAs shown connected to PMA-2 and PMA-3 on the Harmony node.

سیستم اتصال ناسا (انگلیسی: NASA Docking System) یا (NDS) یک مکانیزم اتصال و پهلوگیری فضاپیما به وسایل نقلیهٔ آمریکایی با پرواز فضایی انسانی است (مانند اوریون و وسایل نقلیه دراگن ۲ و Starliner است. NDS عملیاتی است که ناسا از استاندارد سیستم استاندارد اتصال بین‌المللی (IDSS) ارائه می‌دهد، تلاشی توسط هیئت هماهنگی چند جانبه شورای هماهنگی چندجانبه ایستگاه فضایی بین‌المللی (MCB) برای ایجاد یک استاندارد اتصال بین‌المللی به فضاپیما. سیستم متصل کننده کم اثر بین‌المللی (iLIDS) [1] پیش ماده NDS است. NDS Block برای مطابقت با استانداردهای IDSS توسط شرکت بوئینگ در Houston TX طراحی و ساخته شده‌است. تست صلاحیت طراحی تا ژانویهٔ ۲۰۱۷ انجام شد.